# Oferta i demanda
L'oferta i la demanda és un dels principis més importants de l'economia, que designa respectivament la quantitat de béns o serveis que els actors d'un mercat estan disposats a vendre o a comprar o totes dues coses alhora a un preu donat.
El poder de l'oferta i la demanda va ser entès fins a cert punt per diversos erudits musulmans primerencs, com l'erudit sirià del segle XIV Ibn Taymiyya, que va escriure: "Si el desig de béns augmenta mentre la seva disponibilitat disminueix, augmenta el seu preu. En canvi, si augmenta la disponibilitat del bé i el desig disminueix, el preu baixa". La teoria de l'oferta i de la demanda, originada en l'Escola Austríaca, permet comprendre els mecanismes del mercat en la decisió d'assignació dels recursos en una economia de mercat. En microeconomia, la teoria de l'equilibri parcial entre l'oferta i la demanda desenvolupada per Alfred Marshall intenta descriure, explicar, i predir el preu i la quantitat dels béns venuts sobre els mercats competitius. El model marshalià formalitza les teories desenvolupades anteriorment i és utilitzat com a punt de sortida per a tota una sèrie de models i teories econòmiques i socials. Aquest xoc d'interessos, en la qual venedors i compradors volen obtenir els màxims beneficis, permet de fixar el preu de les mercaderies de manera satisfaent. Per tant, el punt d'equilibri entre preu i quantitat de producte venut no és fix, sinó que fluctua segons les circumstàncies; és la llei de l'oferta i la demanda.
Els béns que no compleixen la llei de l'oferta i la demanda s'anomenen atípics i es comporten a la inversa: una pujada del seu preu fa augmentar-ne el consum.

## Representació gràfica

El preu P d'un bé és determinat per l'equilibri entre les dues corbes de demanda D i d'oferta S (S de supply en anglès). El gràfic ensenya l'efecte d'un augment de la corba de demanda de D1 a D2 : el preu P i la quantitat total Q venuda augmenten tots dos.

Tot i que és normal considerar la quantitat demandada i la quantitat subministrada com a funcions del preu de la mercaderia, la representació gràfica estàndard, normalment atribuïda a Alfred Marshall, té un preu a l'eix vertical i una quantitat a l'eix horitzontal. Atès que els determinants de l'oferta i la demanda diferents del preu dels béns en qüestió no es representen explícitament al diagrama, els canvis en els valors d'aquestes variables es representen movent les corbes d'oferta i demanda. En canvi, les respostes als canvis en el preu del bé es representen com a moviments al llarg de les corbes d'oferta i demanda sense canvis.

### Oferta
L'oferta, representada gràficament com una corba d'oferta, és una taula que mostra la relació entre el preu d'un bé i la quantitat subministrada pels productors. Sota el supòsit d'una competència perfecta, l'oferta ve determinada pel cost marginal: les empreses produiran una producció addicional sempre que el cost de produir una unitat addicional sigui inferior al preu de mercat que reben.
Un augment del cost de les matèries primeres disminuiria l'oferta, desplaçant la corba d'oferta cap a l'esquerra perquè a cada preu possible se subministraria una quantitat menor. També es pot pensar en això com un desplaçament cap amunt de la corba d'oferta, perquè el preu ha de pujar perquè els productors subministrin una quantitat determinada. Una caiguda dels costos de producció augmentaria l'oferta, desplaçant la corba d'oferta cap a la dreta i cap avall.

### Demanda
La demanda, representada gràficament com una corba de demanda, representa la quantitat d'un determinat bé que els compradors estan disposats i poden comprar a diversos preus, suposant que la resta de determinants de la demanda es mantenen constants, com ara els ingressos, els gustos i les preferències, i preus dels béns substitutius i complementaris. Segons la llei de la demanda, la corba de demanda sempre és a la baixa, és a dir, a mesura que disminueix el preu, els consumidors compraran més del bé.

## Estimació empírica
Les relacions de demanda i oferta en un mercat es poden estimar estadísticament a partir de dades de preus, quantitats i altres amb informació suficient en el model amb mètodes d'equació simultània d'estimació en econometria. Aquests mètodes permeten resoldre els "coeficients estructurals" rellevants per al model, els homòlegs algebraics estimats de la teoria. El problema d'identificació de paràmetres és un problema comú en "estimació estructural". Normalment, es necessiten dades sobre variables exògenes (és a dir, variables diferents del preu i la quantitat, ambdues variables endògenes) per realitzar aquesta estimació. Una alternativa a l'"estimació estructural" és l'estimació de forma reduïda, que fa una regressió de cadascuna de les variables endògenes sobre les respectives variables exògenes.

## Usos macroeconòmics
La llei de l'oferta i la demanda s'ha generalitzat per explicar les variables macroeconòmiques en una economia de mercat, inclosa la quantitat de producció total i el nivell general de preus. El model de demanda agregada-oferta agregada pot ser l'aplicació més directa de l'oferta i la demanda a la macroeconomia, però altres models macroeconòmics també utilitzen l'oferta i la demanda. En comparació amb els usos microeconòmics de la demanda i l'oferta, s'apliquen consideracions teòriques diferents (i més controvertides) a homòlegs macroeconòmics com la demanda agregada i l'oferta agregada. La demanda i l'oferta també s'utilitzen en la teoria macroeconòmica per relacionar l'oferta i la demanda de diners amb els tipus d'interès, i per relacionar l'oferta i la demanda de treball amb les taxes salarials.